# 春日村 (鳥取県)
春日村（かすがそん）は、鳥取県西伯郡にあった村。現在の米子市の一部にあたる。

## 地理
米子平野の中央部、日野川の下流右岸に位置していた。
- 河川：佐陀川[4]

## 歴史
- 1889年（明治22年）10月1日、町村制の施行により、会見郡王子村、古豊千村、八幡村が発足[5]。
- 1896年（明治29年）4月1日、上記3村は郡の統合により西伯郡に所属。
- 1912年（明治45年）2月1日、上記3村が合併し春日村が発足[1][2]。大字を継承し下新印村、赤井手村、一部村、上新印村、高島村、古豊千村、東八幡村、水浜村の8大字を編成[2]。
- 1915年（大正4年）1月1日、「春日村大字◯◯村」から大字の「村」を削除し、「春日村大字◯◯」と改称[6]。
- 1956年（昭和31年）7月10日、米子市に編入され廃止[1][2]。合併後、米子市大字下新印・赤井手・一部・上新印・高島・古豊千・東八幡・水浜となる[2]。

### 地名の由来
春日大神にちなむ。

## 産業
- 農業[3]
- 物産：米、麦[3]

## 教育
- 1873年（明治6年）赤井手学校開校[4]。